# Dolní Čepí
Dolní Čepí (německy Unter Czep) je vesnice, část obce Ujčov v okrese Žďár nad Sázavou. Nachází se asi 1,5 km na jihovýchod od Ujčova.
Dolní Čepí je také název katastrálního území o rozloze 1,63 km².

## Historie
Její původní název je Štěpí, to je odvozeno od štěpů, které se tady celá staletí pěstují a dobře se jim daří. Vesnice byla založena pravděpodobně ve třináctém století a nacházela se na obchodní cestě mezi hradem Pernštejn a zámkem Kunštát. Jelikož jde o vesnici položenou mezi několika kopci a úzké údolí vedoucí kolem potoka, bylo tu vhodné prostředí k přepadávání různými lapky. Potvrzuje to i doložený případ, nálezu hrnce se zlatými mincemi, které byly ve třicátých letech dvacátého století nalezeny na lesní cestě pod kameny.
V tamním kostelíku je hrobka rodu Humpolíků, kteří patřili k významným rodům vesnice, stejně tak jako rod Peringerů. V současnosti už však tento rod v obci není.
V obci Horní Čepí byl během druhé světové války operační štáb partyzánů. V okolí působily partyzánské skupiny Jermak, Zarevo a Jan Kozina. Obyvatelé okolních obcí se aktivně podíleli na pomoci těmto skupinám. V roce 1975 byl mezi obcemi Horní a Dolní Čepí vybudován památník.[zdroj⁠?!]
V roce 2009 zde bylo evidováno 68 adres. V roce 2001 zde trvale žilo 87 obyvatel.

## Pamětihodnosti
- Kostel svatého Václava

## Fotogalerie

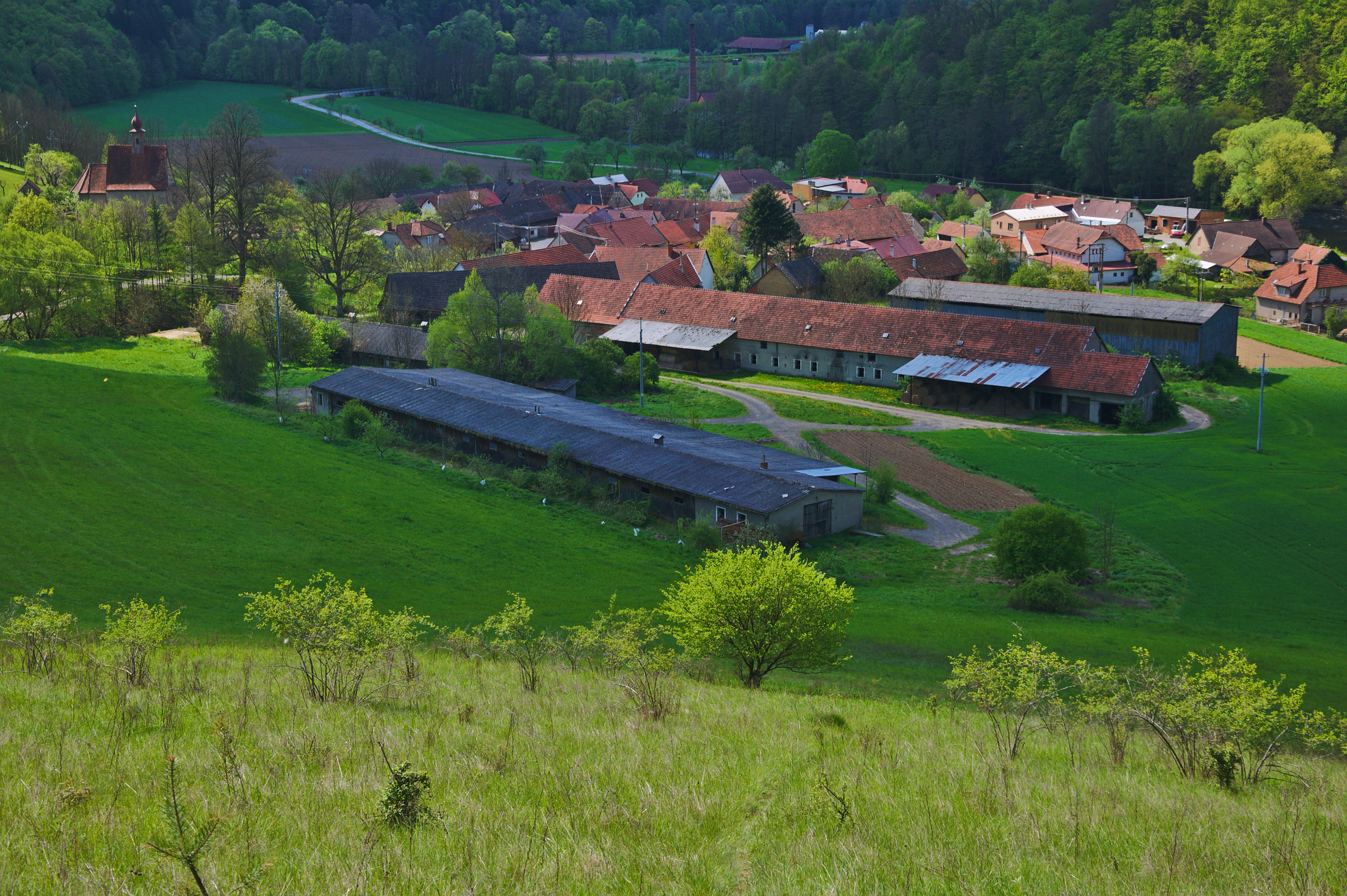
Pohled na obec ze severu
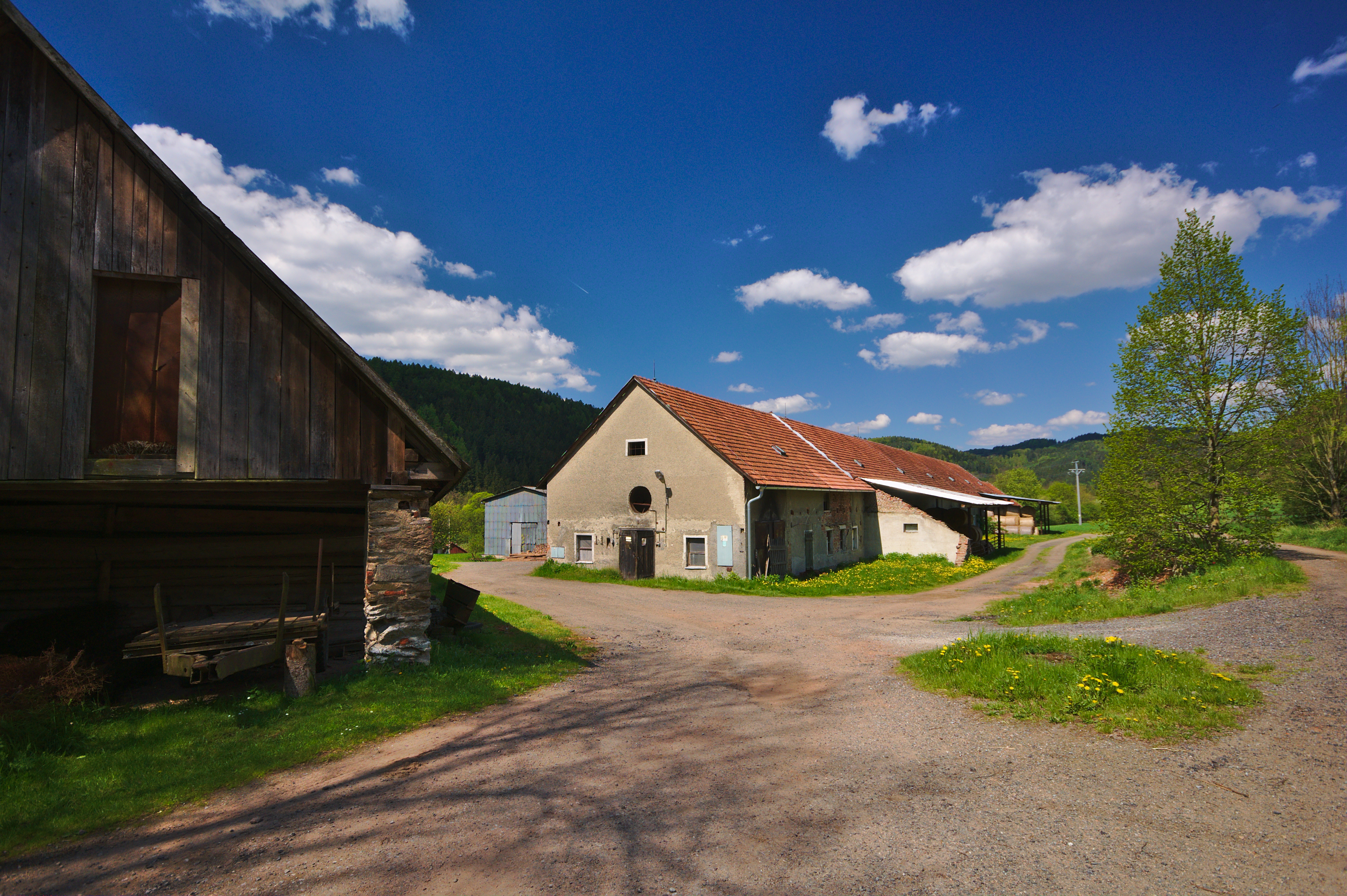
Zemědělské družstvo
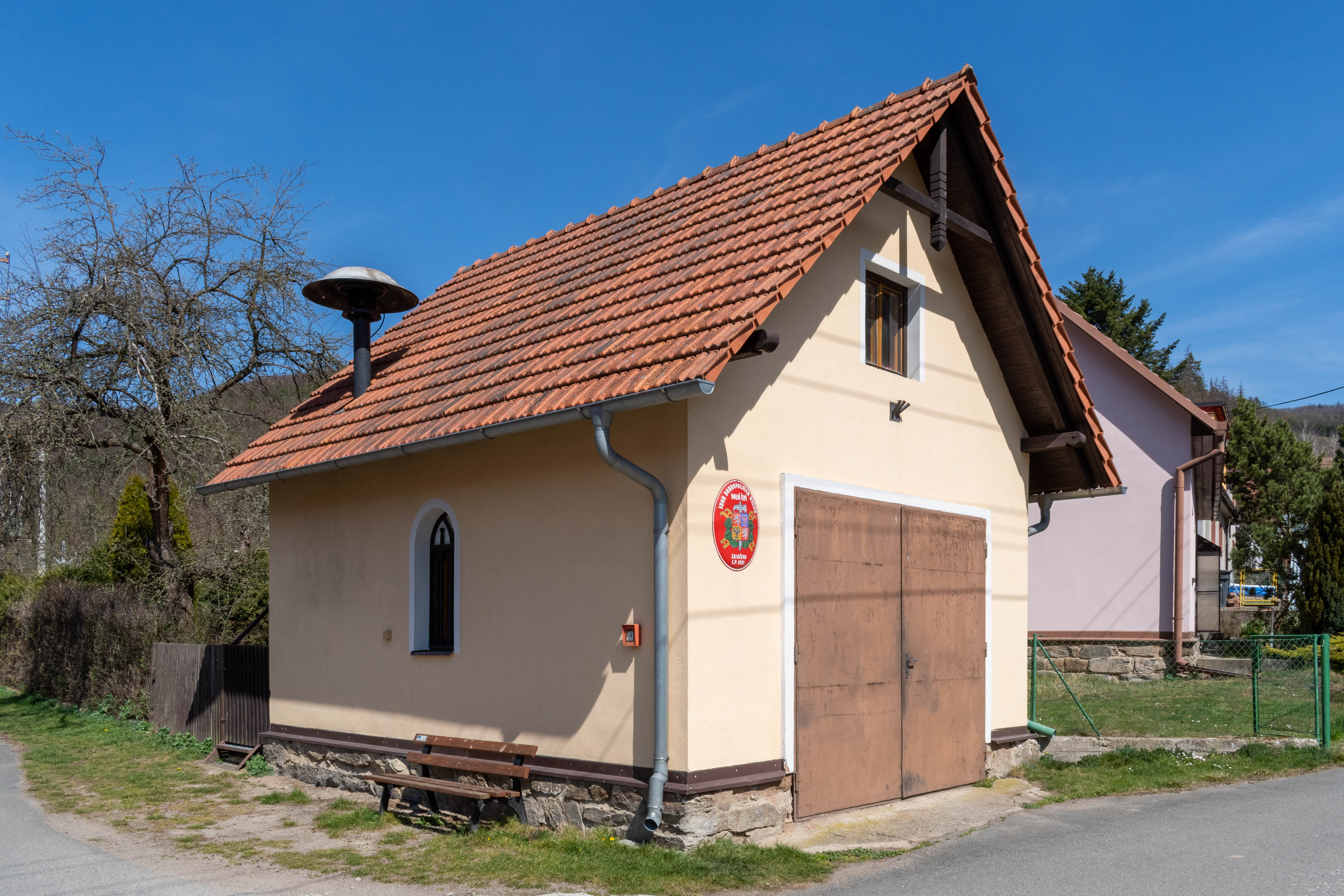
Hasičská zbrojnice
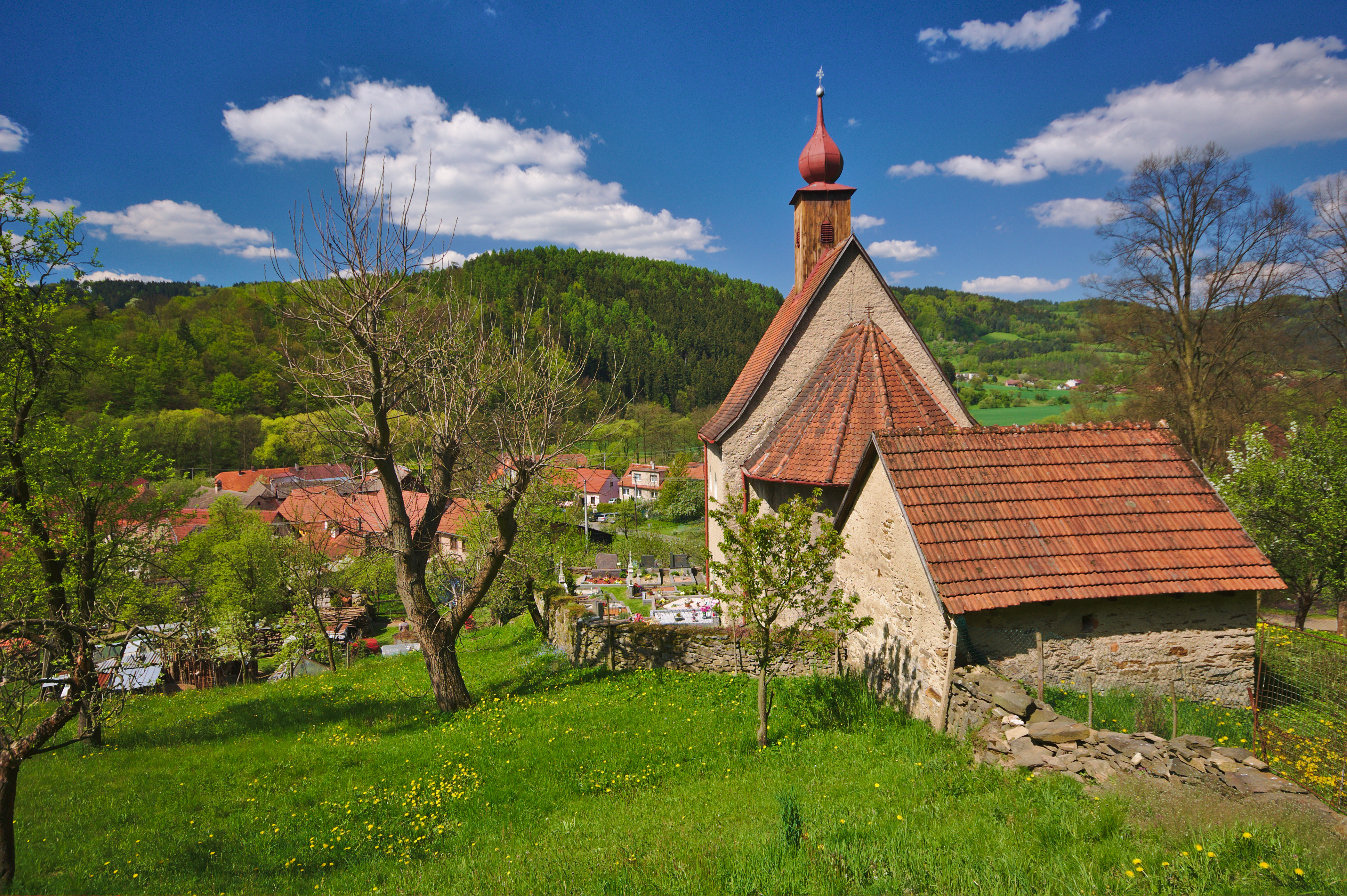
Kostel svatého Václava
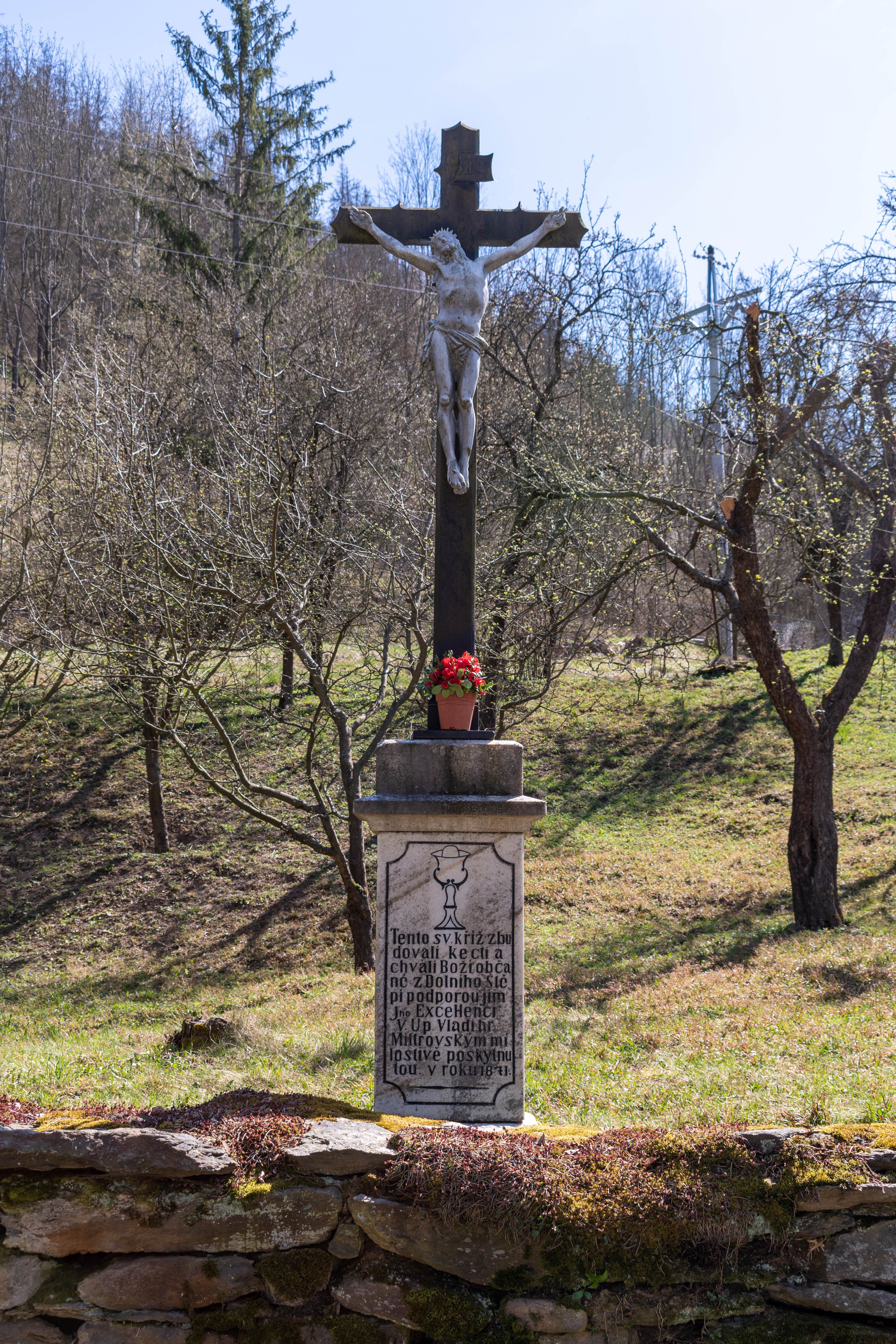
Kříž u kostela
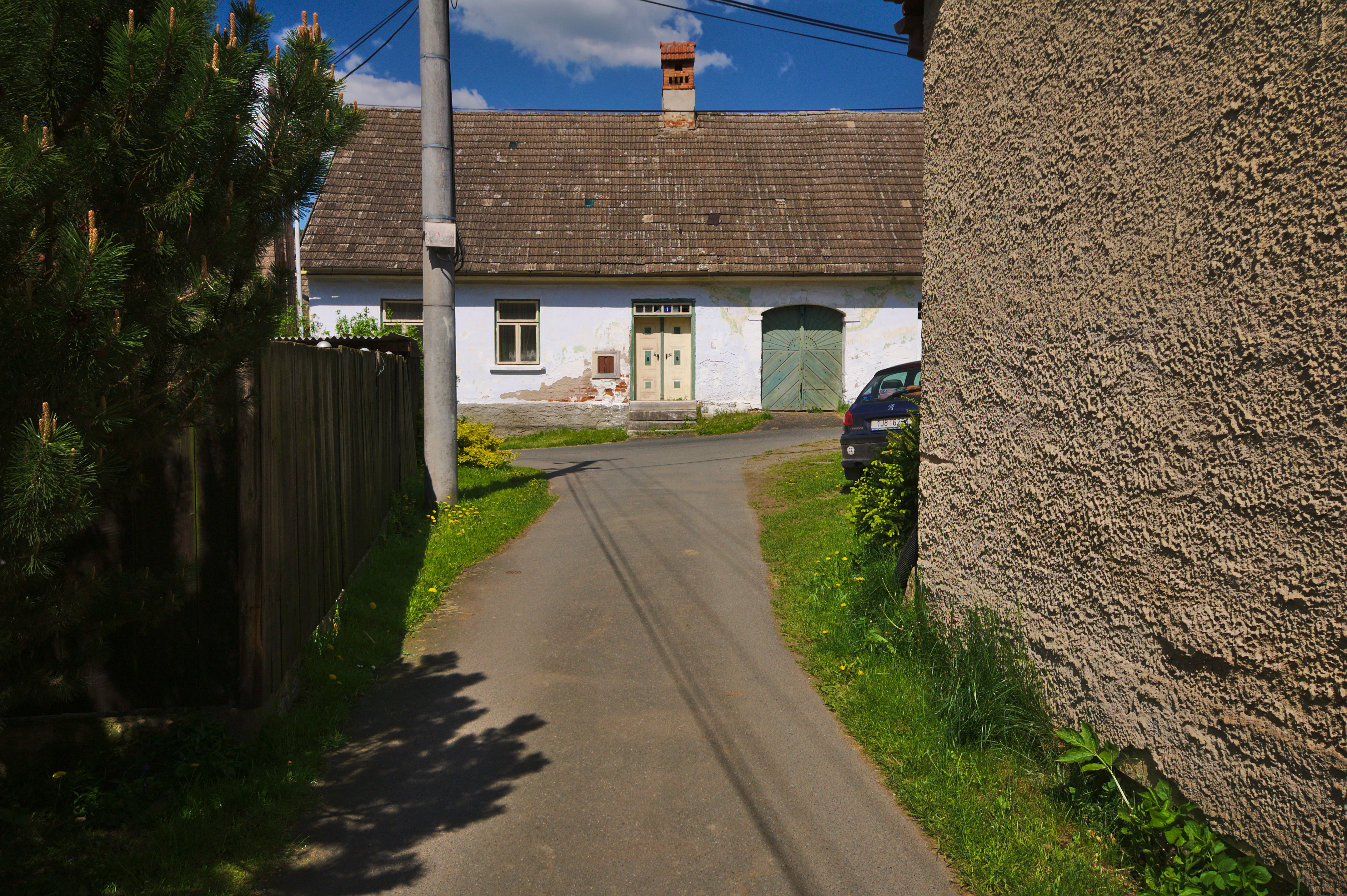
Venkovský dům
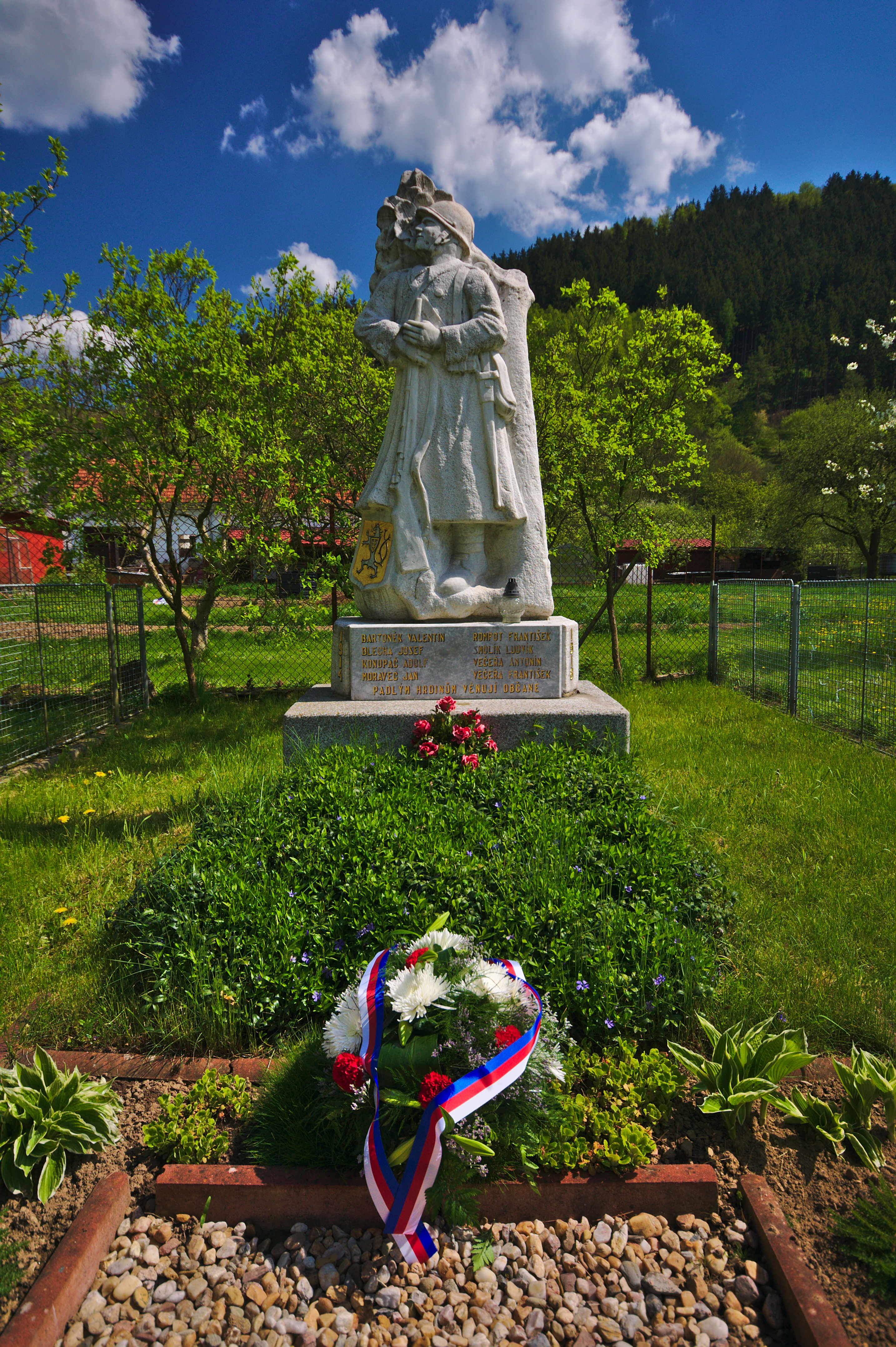
Památník obětem první světové války
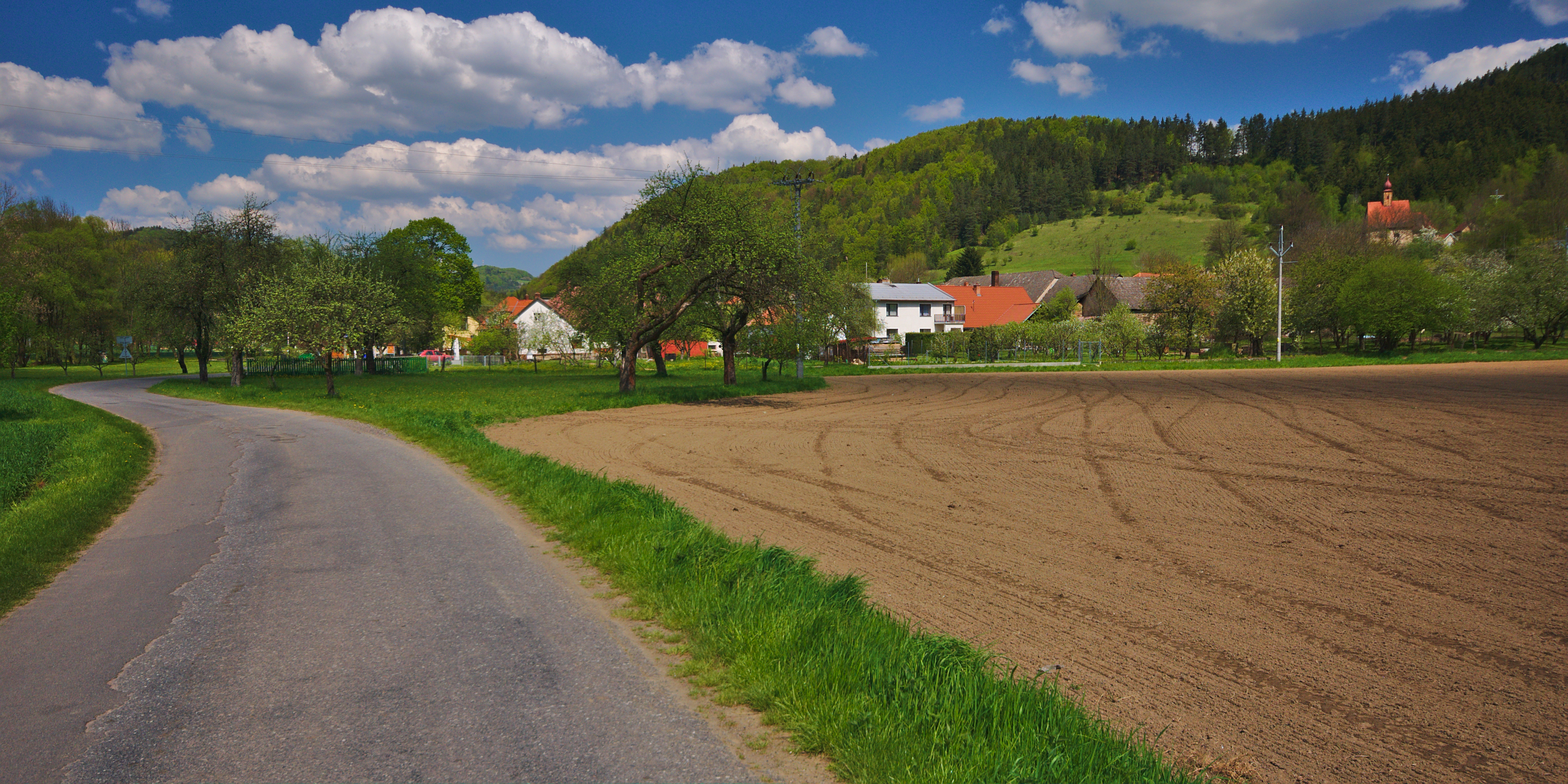
Pohled na obec od jihu
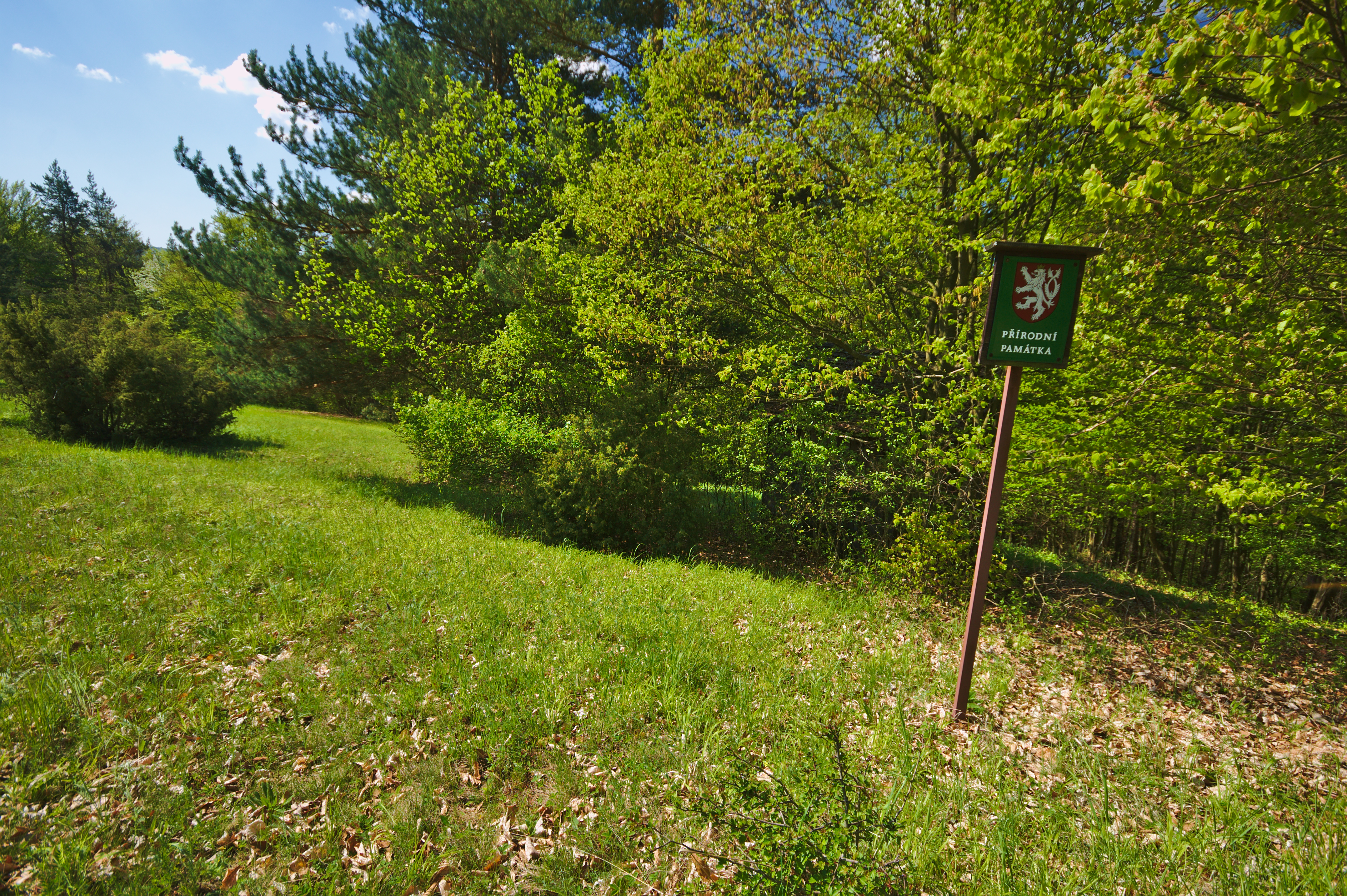
Přírodní památka Křižník v katastru vsi